# Жабры

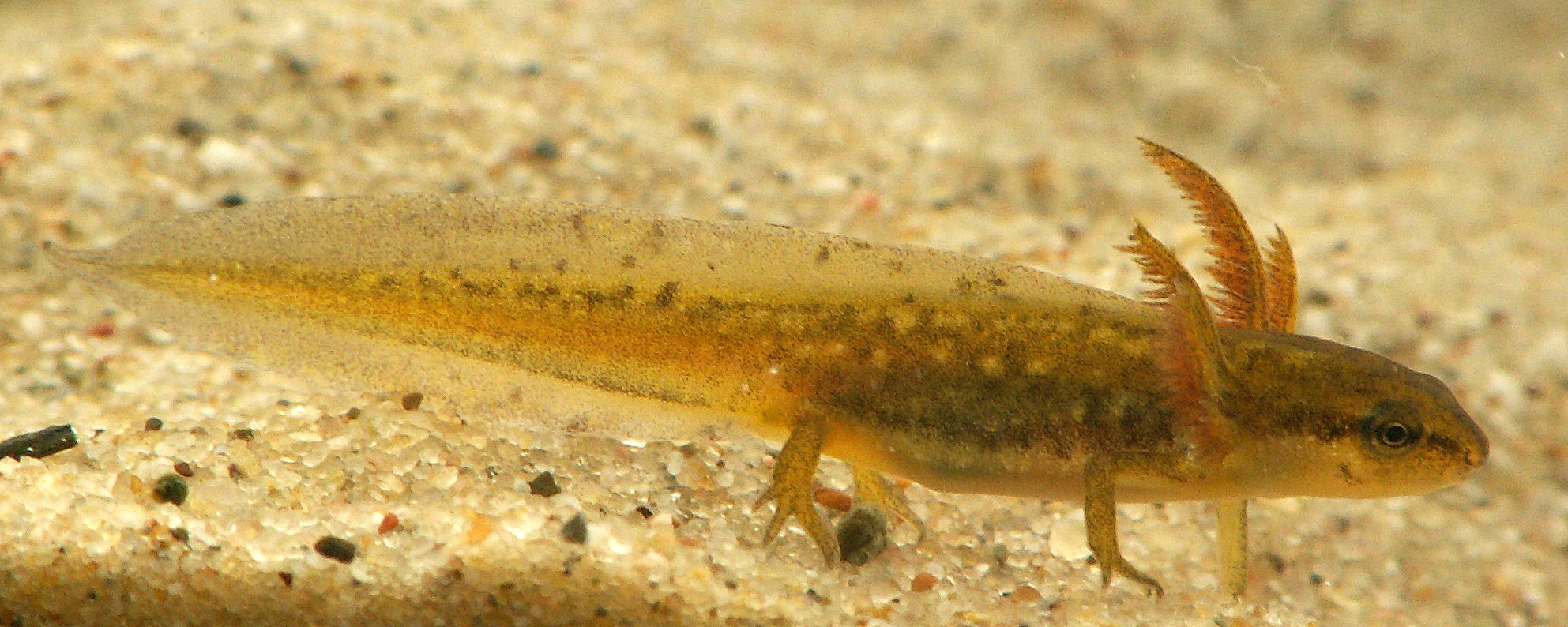
Внешние перистые жабры у личинки обыкновенного тритона

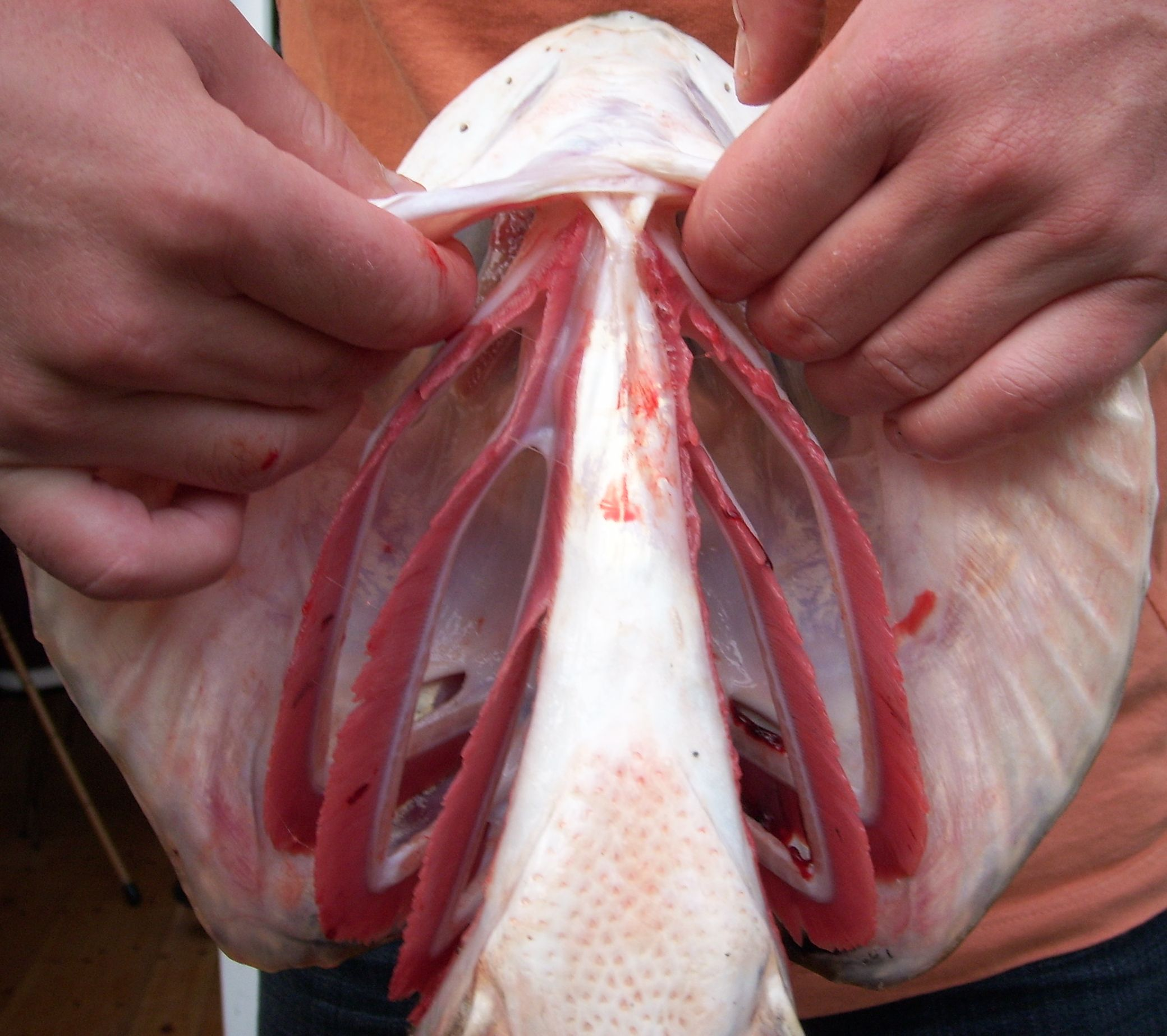
Жабры щуки

Жа́бры — органы водного дыхания. Жабры у рыб расположены на жаберных дугах в ротоглоточной полости и прикрыты снаружи жаберными крышками. У других животных жабры имеют различное расположение и различный вид, так, например, у аксолотлей и других личинок хвостатых земноводных жабры имеют наружное расположение.

## Беспозвоночные
В воде содержание растворённого кислорода достигает 11 см³ на литр (для сравнения, в воздухе содержание кислорода равно 210 см³ на литр).
В отличие от многих водных беспозвоночных (таких как губки, мшанки, пиявки), которые поглощают кислород через всю поверхность своего тела, более сложные организмы имеют для этого специальные органы на границе с окружающей средой, называемые жабрами. Обычно жабры состоят из тонких пластинок ткани или мелких пучковатых лопастей, и за исключением некоторых водных насекомых, они содержат густую сеть кровеносных сосудов или целомическую жидкость, которая совершает газообмен с окружающей средой. У многих водных насекомых, таких как ручейники, вислокрылки и личинки стрекоз, есть уникальный тип органов дыхания — трахейные жабры. Трахейная жабра состоит из тонкого выроста, пронизанного системой тонких трубок — трахей. У личинок разнокрылых стрекоз имеются так называемые анальные жабры. Стенки задней кишки этих насекомых густо покрыты трахеями, засасывающаяся вода снабжает их кислородом и затем выходит наружу.
Дыхание у морских ежей и морских звёзд происходит с помощью очень примитивных жабр, названными папулами, или кожными жабрами. Это многочисленные тонкостенные выросты в промежутках между скелетными пластинками на поверхности тела, содержащими в себе дивертикулы — трубчатые органы водяного кровообращения. У ракообразных, моллюсков и некоторых насекомых жабры представляют собой пучковатые или плоские выросты на поверхности тела, в которых циркулирует кровь. Кровь многих из этих животных содержит в себе дыхательные пигменты — синий гемоцианин и красный гемоглобин, которые связывают большое количество кислорода.

## Позвоночные
Внутренние жабры позвоночных расположены в стенках глотки и представляют собой ряды жаберных лепестков, которые находятся на жаберных дугах. Глотка рыб и личинок амфибий пронизана жаберными щелями. Попадающая в рот вода проходит через эти щели, снабжая организм кислородом. Некоторые рыбы используют жабры для выделения электролитов. У некоторых земноводных жабры также расположены внутри ротовой полости. На ранних стадиях развития у головастиков, у личинок некоторых рыб (например, двоякодышащих) и личинок хвостатых амфибий (а также некоторых взрослых неотенических форм) есть наружные жабры в виде ветвящихся тонких выростов. У большинства видов имеется противоточная система для усиления диффузии веществ через жабры, где кровь и вода текут в обратных направлениях.
Большая поверхность жабр создаёт проблемы для рыб, которые регулируют осмолярность плазмы крови. Поскольку морская вода менее разбавлена, чем кровь, морские рыбы теряют через жабры много воды. Для восстановления баланса они пьют большое количество морской воды и выводят наружу соли.

## Эволюция и вторичные жабры
Жаберные мешки и жаберные железы рыб позднее эволюционировали в миндалевидные железы, тимус и евстахиевы слуховые трубы других животных. Развитие в онтогенезе некоторых других органов также связано с зародышевыми жаберными карманами.
В раннем кембрии из жаберных дуг возник прообраз челюстей хордовых (впервые представлен в скелете метасприггины).
Относительно недавно органы, выполняющие роль жабр, в районе ануса начали развиваться у некоторых черепах, хотя те имеют лёгкие для воздушного дыхания. Примером такого организма может служить черепаха Фитцроя (Rheodytes leukops), обитающая в бассейне реки Фицрой в австралийском штате Квинсленд: в её клоаке расположены два мешка, заполняемые водой и усваивающие кислород из воды.